# Koło Szóstaka
Koło Szóstaka – część wsi Przybyszowy w Polsce położona w województwie świętokrzyskim, w powiecie koneckim, w gminie Końskie.
W latach 1975–1998 Koło Szóstaka administracyjnie należało do województwa kieleckiego.
Wierni Kościoła rzymskokatolickiego należą do parafii św. Anny w Bedlnie.